# Eduard Caspar Jacob von Siebold
Eduard Caspar Jacob von Siebold (Würzburg, 19 marzo 1801 – Gottinga, 27 ottobre 1861) è stato un ginecologo tedesco.

## Biografia
Von Siebold nacque il 19 marzo 1801, figlio del ginecologo Adam Elias von Siebold, a Würzburg, in Germania. Divenne medico nel 1826, docente di ostetricia nel 1827 a Berlino e professore in questo campo nel 1829 a Marburgo. Dal 1833 fino alla sua morte nel 1861, fu direttore della clinica ginecologica e ostetricia all'Università di Gottinga, succedendo a Caspar Julius Mende.
Nel 1847 viaggiò a Vienna, in parte per raggiungere la Scuola moderna di Vienna e in parte per studiare il lavoro di Johann Lucas Boër. A Vienna incontrò anche Ignaz Semmelweis.
Ispirato al lavoro di James Young Simpson, Von Siebold introdusse l'uso dell'etere come anestetico generale e fu il primo a eseguire un taglio cesareo usando questa sostanza.
Von Siebold morì il 27 ottobre 1861 a Gottinga. Gli successe Jakob Heinrich Hermann Schwartz, allievo di Gustav Adolf Michaelis e assistente di Carl Conrad Theodor Litzmann all'Università di Kiel.

## Opere
- Versuch einer Geschichte der Geburtshülfe 1839, 1845